# NGC 66
NGC 66 је спирална галаксија у сазвежђу Кит која се налази на NGC листи објеката дубоког неба.
Деклинација објекта је - 22° 56' 11" а ректасцензија 0h 19m 4,9s. Привидна величина (магнитуда) објекта NGC 66 износи 13,4 а фотографска магнитуда 14,2. NGC 66 је још познат и под ознакама ESO 473-10, MCG -4-2-2, AM 0016-231, IRAS 00165-2312, PGC 1236.